# Kaisma
Kaisma (em estoniano:  Kaisma vald) é um município rural estoniano localizado na região de Pärnumaa.